# 쿵야쿵야
《쿵야쿵야》는 대한민국의 한국방송공사, 서울무비, 넷마블이 공동으로 제작한 애니메이션이다. 넷마블 측이 소유한 쿵야가 사용되었다.

## 방송 일시
| 방송 채널 | 방송일                             | 방송 시간 |
| --------- | ---------------------------------- | --------- |
| KBS2      | 2006년 11월 9일 ~ 2007년 5월 10일  | 종료      |
| KBS2      | 2010년 12월 17일 ~ 2011년 3월 30일 | 종료      |

## 목소리 출연
- 양파 쿵야 : 정미숙:쿵야 레스토랑의 주방장. 하지만 요리는 잘 못한다. 원래는 요리 빼고 다 잘했지만 저주를 받아 요리도 못하게 되었다.
- 샐러리 쿵야 : 김선혜
- 호박 쿵야 : 오길경
- 버섯 쿵야 : 홍시호
- 완계 쿵야 : 양석정:쿵야 레스토랑의 배달부. 원래는 폭주족이었지만 양파쿵야에게 끌려 쿵야 레스토랑으로 왔다. 배달을 맡고 있긴 하지만 며칠씩 늦거나 하는 등 일은 잘하지 못한다.
- 주먹밥 쿵야 : 안영아
- 한소녀, 반계 쿵야 : 소연
- 박 박사 : 사성웅

## 제작진
- 감독: 고승현
- 미술감독: 안승희
- 시나리오: 김희연
- 캐릭터: 박은혜
- 배경 설정: 이영희
- 대소도구: 김아람
- 배경색: 이성연
- 색지정: 박윤경
- 콘티: 고승현, 박소영
- 작화 연출: 백승찬
- 레이아웃: 서석희, 정갑천
- 원화: 최희용, 김수호, 김성섭, 박소영, 백승찬
- 원화 작감: 이은희
- 동화 작감: 이보신, 김선정, 박영파
- 동화: 이광원, 박광진, 박상욱, 김지숙, 신윤미, 정은영, 최윤희, 류미선, 김수연, 박한숙, 박흥수, 김민정, 백우협, 박진미, 진소희, 박효선, 오민경, 정기순, 오숙현, 박요송, 박상순, 한혜경, 정화영, 김지희, 김기선, 이준휘
- 파이널 체크: 안영선
- 배경 팀장: 이향이
- 배경: 이애경, 박상완, 김은숙, 박선영, 김해성, 김유진, 강남우
- 채색 팀장: 안용
- 채색: 이춘우, 장정봉, 이정인, 김삼정, 김혜지, 이지연, 이진희, 이정혁,윤 혜, 허민영, 이희숙, 권옥희
- 촬영 감독: 허진호
- 촬영: 정영미, 안선혜, 이성애, 김효진, 조희원
- 편집: 허진호
- 제작 부장: 박철
- 제작 팀장: 이대응
- 제작 담당: 이달성,김영준
- 대사 녹음: GG 사운드, 김희집
- 음악: 윤석준(스미스앤모바일)
- 사운드 디자인: 유광종, 한영미(스미스앤모바일)
  - 주제가 작곡: 윤석준, 이준오
  - 작사: 윤석준, 이준오
  - 오프닝 노래: SS501
  - 엔딩 노래: 베이비복스 리브
- 파이널 믹싱: GG 사운드, 김희집
- 마케팅 기획: 하세정(넷마블)
- 마케팅: 윤혜영, 신영식(넷마블)
- 제작 편집: 조규신
- 컴퓨터 그래픽: 신정원
- 프로듀서: 민영문, 목훈, 이한규
- 제작: KBS, 넷마블, (구) 서울무비
- 저작권: 넷마블

## 방송 회차

### 2006년
| 회차 | 부제                                    | 방송일          |
| ---- | --------------------------------------- | --------------- |
| 1화  | 쿵야 레스토랑에는 뭔가 특별한 것이 있다 | 2006년 11월 9일 |
| 2화  | 샐러리 쿵야의 잔소리를 멈춰라           | 11월 16일       |
| 3화  | 다락방의 비밀                           | 11월 23일       |
| 4화  | 쿵야 찾아 삼만 리                       | 11월 30일       |
| 5화  | 경합                                    | 12월 7일        |
| 6화  | 미래에서 온 육식이                      | 12월 14일       |
| 7화  | 산타클로스는 기절하셨습니다             | 12월 21일       |
| 8화  | 신쿵야객잔                              | 12월 28일       |
| 9화  | 쿵야의 러브 스토리                      | 2007년 1월 4일  |
| 10화 | 사부님 사부님 우리 사부님               | 1월 11일        |
| 11화 | 친절한 호박 씨                          | 1월 18일        |
| 12화 | 그들만의 리그                           | 1월 25일        |
| 13화 | 아이 돌보기는 어려워                    | 2월 1일         |
| 14화 | 사막의 눈물                             | 2월 8일         |
| 15화 | 사막의 눈물                             | 2월 15일        |
| 16화 | Music is my life                        | 2월 22일        |
| 17화 | 에이전트였던 양파 쿵야                  | 3월 8일         |
| 18화 | 우리 아이가 달라졌어요                  | 3월 15일        |
| 19화 | 텃밭에서 온 나비                        | 3월 22일        |
| 20화 | 슈퍼 히어로 달걀맨                      | 3월 29일        |
| 21화 | 버섯 쿵야를 깨워라                      | 4월 5일         |
| 22화 | 버림받은 쿵야들의 복수                  | 4월 12일        |
| 23화 | 버림받은 쿵야들의 복수                  | 4월 19일        |
| 24화 | 서비스 교육 대소동                      | 4월 26일        |
| 25화 | 쿵야 특공대                             | 5월 3일         |
| 26화 | 안녕 양파 쿵야                          | 5월 10일        |

## 줄거리
쿵야들은 인스턴트 음식과 기름진 음식으로부터 아이들을 지키기 위해 채소를 많이 먹이자는 임무를 받고 채소왕국에서 쿵야 레스토랑으로 파견된다. 하지만, 임무 수행은커녕 파산을 막기 위해 하루하루가 버겁기만 하다. 이 모든 원인은 양파 쿵야의 실험적인 요리 덕분이다. 양파 쿵야의 끊임없는 호기심과 엉뚱한 쿵야 레스토랑의 총지배인인 샐러리 쿵야와의 갈등을 더욱 부채질한다. 게다가 레스토랑의 수많은 손님과 많은 소동이 벌어진다. 과연, 쿵야들은 채소를 많이 먹이라는 임무를 완수할 수 있는가?

## 같이 보기
- 캐치마인드
- 야채부락리